# Chérif Thiam
Pour les articles homonymes, voir Thiam.
Chérif Thiam, né le 1er décembre 1951 à Louga, est un peintre sénégalais qui fait partie du mouvement de renouveau artistique né au Sénégal à l'aube de l'indépendance et connu sous le nom d'« École de Dakar ».

## Sélection d'œuvres
- Gouye Biram Coumba (baobab), 1973
- Sagesse, 1973
- Femmes toucouleurs, 1973
- Douleurs, 1973
- Jeux d'enfants, 1973
- Recherche du féticheur, 1973, exposé au Grand Palais (Paris) en 1974
- La reine de Saba, 1975
- Les Épouses, 1996
- Gouye Biram Coumba (baobab), 1998